# Holubivka, Rujîn
Holubivka (în ucraineană Голубівка) este localitatea de reședință a comunei Holubivka din raionul Rujîn, regiunea Jîtomîr, Ucraina.

## Demografie
Componența lingvistică a localității Holubivka
     Ucraineană (98,91%)
     Rusă (1,09%)
Conform recensământului din 2001, majoritatea populației localității Holubivka era vorbitoare de ucraineană (98,91%), existând în minoritate și vorbitori de rusă (1,09%).